# Miljörevisor
Miljörevisor är en person med särskild utbildning och erfarenhet av miljörevision.
Revisorn ska samla information. Detta görs genom inspektion av verksamheten eller anläggningen och genom intervjuer med olika befattningshavare. Detta ska kompletteras med en genomgång av skriftlig dokumentation. Revisorn bör sedan upprätta en rapport med förslag eller krav på adekvata åtgärder.
Miljörevisorn eller huvudmannen ska sedan följa upp att påtalade brister åtgärdas.
En miljörevisor måste uppfylla en viss standard. En sådan standard är ISO 19011.

## Sverige
I Sverige arbetar Föreningen Miljö- och hållbarhetsrevisorer i Sverige (MIS) på att öka kunskapen om miljörevision.
Vid utgången av år 2017 finns det cirka 40 MIS-godkända miljörevisorer.
SWEDAC är en svensk myndighet som kontrollerar och ackrediterar organisationer som godkänner miljörevisorer.